# Soeperman (strips)
Soeperman is een Nederlandse stripreeks getekend door René Uilenbroek naar scenario van Willem Ritstier.
De tekenstijl is levendig en gedetailleerd en ontleent zijn inspiratie uit slapstick uit de jaren dertig en veertig van de 20e eeuw. De bijfiguren vormen een verhaal in het verhaal, wat doet denken aan Jan Bosschaert en Dirk Stallaert.

## Inhoud
De stripreeks gaat over een ‘kleine zelfstandige superheld’ en is een parodie op het genre "Superheldenstrip".
Naast de persiflage op het superheld-genre, is de humor soms gebaseerd op toenmalige actualiteit (een politicus verwijst duidelijk naar Ruud Lubbers) en films. In het eerste deel vormt vooral het privé-leven van Soeperman het kader, in volgende delen laten de auteurs hun creatie de meest fantastische avonturen beleven.

## Personages
Hieronder volgen een aantal van de belangrijkste personages.
- Soeperman (Echte naam: Klark Klont), het titelpersonage en een superheld
- Leo, een egel en het hulpje/huisdier van Soeperman
- Commissaris Breukebroek, de politiecommissaris van Soepermans stad
- Loes, de vriendin van Soeperman
- Bedman, een rivaal van Soeperman
- Spinneman, een rivaal van Soeperman
- Hepa Titus Borstelaer, een geleerde en tegenstander van Soeperman

## Publicatiegeschiedenis
De verhalen werden gepubliceerd in de jaren 80 en 90 in de weekbladen Eppo Wordt Vervolgd en Sjors en Sjimmie (opvolger van de vorige). Die verhalen kwamen in drie albums uit tussen 1988 en 1998. De albums verschenen eerst sporadisch bij verschillende uitgevers, zonder uniformiteit in design en in variërende kwaliteit, waardoor de tekenstijl niet altijd tot zijn recht kwam. Deel 1 was te klein van formaat om de details te kunnen zien en de vierkleurendruk bevatte fouten. Sommige verhalen werden later in zwart-wit heruitgegeven.
Er zijn kortverhalen verschenen in Sjors en Sjimmie, maar nooit in een album, waarin o.a. zijn herkomst en allergie voor broccoli wordt verklaard en onder andere Rex Gluton zijn opwachting maakt.
In 2006 gaf uitgeverij Bee Dee een album ervan uit. In 2011 en 2014 verschenen er 2 albums bij uitgeverij Don Lawrence Collection.
De tekenaar René Uilenbroek overleed plotseling op 27 oktober 2024 door een ongelukkige val in zijn woning.

## Albums

### Oberon
1. Soeperman (1988)[3]

### ZL
1. De 11e dimensie (1996)[3]

### Big Balloon
1. De bollen van Rokan (1998)[3]

### Bee Dee
1. Het werd tijd (2006)[4]

### Don Lawrence Collection
1. Soeperman redt het wel alleen (2011)[5]
2. Soeperman maakt geen vrienden (2014)[5]